# بسکتبال در المپیک تابستانی
بسکتبال در بازی‌های المپیک تابستانی، نام رویدادهای ورزش بسکتبال در بازی‌های المپیک تابستانی است که هر چهار سال یک بار برگزار می‌شود:

## جدول مدال‌ها
| سال         | میزبان      | دیدار پایانی          | دیدار پایانی | دیدار پایانی          | رده بندی              | رده بندی     | رده بندی    |
| سال         | میزبان      | قهرمان                | امتیاز       | نایب قهرمان           | سوم                   | امتیاز       | چهارم       |
| ----------- | ----------- | --------------------- | ------------ | --------------------- | --------------------- | ------------ | ----------- |
| ۱۹۳۶ جزئیات | برلین       | · ایالات متحده آمریکا | ۱۹–۸         | · کانادا              | · مکزیک               | ۲۶–۱۲        | · لهستان    |
| ۱۹۴۸ جزئیات | لندن        | · ایالات متحده آمریکا | ۶۵–۲۱        | · فرانسه              | · برزیل               | ۵۲–۴۷        | · مکزیک     |
| ۱۹۵۲ جزئیات | هلسینکی     | · ایالات متحده آمریکا | ۳۶–۲۵        | · اتحاد جماهیر شوروی  | · اروگوئه             | ۶۸–۵۹        | · آرژانتین  |
| ۱۹۵۶ جزئیات | ملبورن      | · ایالات متحده آمریکا | ۸۹–۵۵        | · اتحاد جماهیر شوروی  | · اروگوئه             | ۷۱–۶۲        | · فرانسه    |
| ۱۹۶۰ جزئیات | رم          | · ایالات متحده آمریکا | رقابت دوره‌ای | · اتحاد جماهیر شوروی  | · برزیل               | رقابت دوره‌ای | · ایتالیا   |
| ۱۹۶۴ جزئیات | توکیو       | · ایالات متحده آمریکا | ۷۳–۵۹        | · اتحاد جماهیر شوروی  | · برزیل               | ۷۶–۶۰        | · پورتوریکو |
| ۱۹۶۸ جزئیات | مکزیکو سیتی | · ایالات متحده آمریکا | ۶۵–۵۰        | · یوگسلاوی            | · اتحاد جماهیر شوروی  | ۱۵۸–۵۳       | · برزیل     |
| ۱۹۷۲ جزئیات | مونیخ       | · اتحاد جماهیر شوروی  | ۵۱–۵۰        | · ایالات متحده آمریکا | · کوبا                | ۶۶–۶۵        | · ایتالیا   |
| ۱۹۷۶ جزئیات | مونترال     | · ایالات متحده آمریکا | ۹۵–۷۴        | · یوگسلاوی            | · اتحاد جماهیر شوروی  | ۱۰۰–۷۲       | · کانادا    |
| ۱۹۸۰ جزئیات | مسکو        | · یوگسلاوی            | ۸۶–۷۷        | · ایتالیا             | · اتحاد جماهیر شوروی  | ۱۱۷–۹۴       | · اسپانیا   |
| ۱۹۸۴ جزئیات | لس آنجلس    | · ایالات متحده آمریکا | ۹۶–۶۵        | · اسپانیا             | · یوگسلاوی            | ۸۸–۸۲        | · کانادا    |
| ۱۹۸۸ جزئیات | سئول        | · اتحاد جماهیر شوروی  | ۷۶–۶۳        | · یوگسلاوی            | · ایالات متحده آمریکا | ۷۸–۴۹        | · استرالیا  |
| ۱۹۹۲ جزئیات | بارسلونا    | · ایالات متحده آمریکا | ۱۱۷–۸۵       | · کرواسی              | · لیتوانی             | ۸۲–۷۸        | · تیم متحد  |
| ۱۹۹۶ جزئیات | آتلانتا     | · ایالات متحده آمریکا | ۹۵–۶۹        | · یوگسلاوی            | · لیتوانی             | ۸۰–۷۴        | · استرالیا  |
| ۲۰۰۰ جزئیات | سیدنی       | · ایالات متحده آمریکا | ۸۵–۷۵        | · فرانسه              | · لیتوانی             | ۸۹–۷۱        | · استرالیا  |
| ۲۰۰۴ جزئیات | آتن         | · آرژانتین            | ۸۴–۶۹        | · ایتالیا             | · ایالات متحده آمریکا | ۱۰۴–۹۶       | · لیتوانی   |
| ۲۰۰۸ جزئیات | پکن         | · ایالات متحده آمریکا | ۱۱۸–۱۰۷      | · اسپانیا             | · آرژانتین            | ۸۷–۷۵        | · لیتوانی   |
| ۲۰۱۲ جزئیات | لندن        | · ایالات متحده آمریکا | ۱۰۷–۱۰۰      | · اسپانیا             | · روسیه               | ۸۱–۷۷        | · آرژانتین  |
| ۲۰۱۶ جزئیات | ریو         | · ایالات متحده آمریکا | ۶۶-۹۶        | · صربستان             | · اسپانیا             | ۸۸-۸۹        | · استرالیا  |
| ۲۰۲۰ جزئیات | توکیو       | · ایالات متحده آمریکا | ۸۲-۸۷        | · فرانسه              | · استرالیا            | ۹۳-۱۰۷       | · اسلوونی   |
| ۲۰۲۴ جزئیات | پاریس       | · ایالات متحده آمریکا | ۸۷-۹۸        | · فرانسه              | · صربستان             | ۸۳-۹۳        | · آلمان     |